# Хисарёню
Хисарёню (тур. Hisarönü) — деревня в Турции, на юго-западном побережье Малой Азии. Расположена на восточном берегу бухты Хисарёню залива Хисарёню Эгейского моря, на полуострове Бозбурун (Дарачья), у основания полуострова Решадие (Датча), к северо-востоку от островов Хисарёню (Коджаада и Камерье). Относится к району Мармарис в иле Мугла.